# Relatos de um Peregrino Russo
Relatos de um Peregrino Russo é o título em português de uma obra fundamental da mística cristã. O autor é um russo anônimo do século XIX, que relata sua jornada geográfica e espiritual pelo interior da Rússia, enquanto descobre e pratica a Oração de Jesus. Como auxílio à concentração, ele se vale de um komboskini e da leitura da Filocalia.. 
O PEREGRINO RUSSO conta a história de um homem que queria aprender a rezar. Ele ouviu certa vez na Bíblia que deveríamos "orar sem cessar". Ele procurou muitos mestres, e nenhum o satisfez, até que encontrou um monge (um starets) que lhe ensinou a ORAÇÃO DE JESUS, a repetição do nome de JESUS… O homem então começou a repetir o nome de JESUS até que a oração tomou conta de sua mente e de seu coração.
Ao longo do século XX e início do século XXI, autores da Filosofia Perene, entre eles Frithjof Schuon, William Stoddart e Rama Coomaraswamy, recomendaram fortemente O Peregrino Russo como um dos grandes clássicos da espiritualidade universal, expondo a convergência de fundo da oração do peregrino com métodos espirituais análogos em outras tradições, como o mantra indiano e o dhikr sufi.